# Temple de Tegowangi
Le temple de Tegowangi, en indonésien Candi Tegowangi, se trouve près de la ville de Pare, dans le kabupaten de Kediri, dans la province de Java oriental en Indonésie.
Selon le Pararaton, un ouvrage vraisemblablement écrit au XVIe siècle, ce temple est dédié au prince de Matahun (aujourd'hui Bojonegoro à Java oriental) du royaume de Majapahit. Selon une autre source, le prince de Matahun serait mort en 1388 apr. J.-C. On estime donc que ce temple a été construit en 1400, car les souverains javanais de l'époque devenaient l'objet d'un culte 12 ans après leur décès.
Le temple est orienté vers l'ouest. Son plan de base est un carré de 11,20 mètres de côté et sa hauteur de 4,35 m. Ses fondations sont en brique et sa structure en andésite.
Le pourtour du temple est décoré de 14 panneaux de bas-reliefs : 3 sur la façade nord, 8 sur la façade ouest et 3 sur la façade sud, qui racontent l'histoire du Sudamala. Celle-ci raconte la purification de la déesse Durga, épouse de Shiva, qui est transformée d'un monstre malveillant, Uma, en une forme bienveillante par Sahadeva, l'un des jumeaux et le plus jeunes des frères Pandava dans l'épopée indienne du Mahābhārata.
Le temple possède une chambre dans lequel se trouve une yoni et une gargouille en forme de dragon.
Dans la cour du temple, on trouve des statuettes de Parvati Ardhenari, d'un Garuda à corps humain et des vestiges dans le coin sud-est.